# Joonas Iisalo

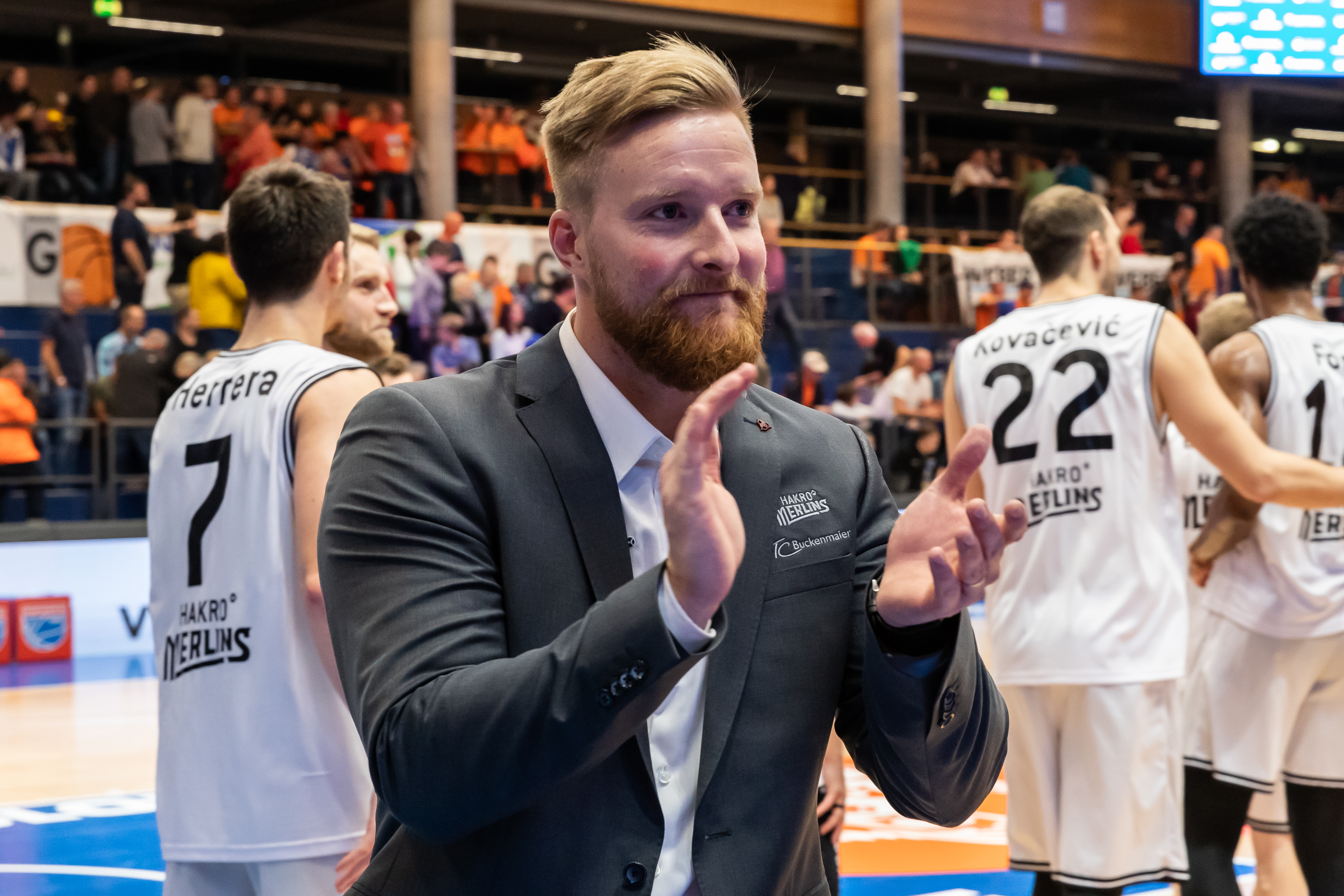

Joonas Iisalo (* 5. Januar 1986 in Berlin) ist ein finnischer Basketballtrainer.

## Werdegang
Iisalo kam in Berlin zur Welt, wo sein Vater im Ostteil der Stadt als Berichterstatter einer finnischen Zeitung arbeitete. Als Spieler war der 190 cm große Finne Mitglied der U16- sowie der U18-Nationalmannschaft seines Heimatlands. Auf Vereinsebene stand er in der Saison 2002/03 noch im Jugendalter im Aufgebot der Korisliiga-Mannschaft Kouvot und bestritt 19 Spiele in der höchsten Liga. Im Spieljahr 2003/04 kam er in der zweiten Liga Finnlands für Kouvot auf 25 Einsätze. Er studierte Körpererziehung und erlangte die Trainerscheine. Iisalo wurde Mitglied des Trainerstabs der finnischen Juniorennationalmannschaft, arbeitete für die Vereine Espoo Basket und Tapiolan Honka. In der Saison 2012/13 war er Cheftrainer des Zweitligisten KaU Karkkila und wurde 2013 Assistenztrainer beim damals amtierenden finnischen Meister Bisons Loimaa. 2015 wurde Iisalo das Cheftraineramt bei Forssan Koripojat (FoKoPo) übertragen, der Zweitligist war eine Zusammenarbeit mit Loimaa zwecks gemeinsamer Nachwuchsförderung eingegangen.
Ab der Saison 2016/17 betreute er als hauptverantwortlicher Trainer den Erstligisten Salon Vilpas. In seiner bis 2019 andauernden Amtszeit führte Iisalo Vilpas 2018 zum Gewinn des finnischen Pokalwettbewerbs sowie 2017 und 2018 zum zweiten Platz in der finnischen Meisterschaft. Im Sommer 2019 wechselte er in die deutsche Basketball-Bundesliga und trat bei den Crailsheim Merlins die Stelle des Assistenztrainers an, sein Vorgesetzter als Cheftrainer wurde bei den Hohenlohern sein älterer Bruder Tuomas Iisalo. Die Gebrüder Iisalo führten Crailsheim in den Spielzeiten 2019/20 und 2020/21 in der Bundesliga-Hauptrunde jeweils in die erweiterte Spitze, gemeinsam nahmen sie Ende Mai 2021 das Angebot eines weiteren Bundesligisten, Telekom Baskets Bonn, an. In unveränderter Rollenverteilung (Tuomas Iisalo als Cheftrainer und Joonas Iisalo als Assistenztrainer) erreichte man in der Saison 2021/22 mit Bonn das Bundesliga-Halbfinale.
Hernach endete die berufliche Zusammenarbeit der Brüder, als Joonas Iisalo die Möglichkeit erhielt, beim Bundesligisten Heidelberg mit dem Beginn der Saison 2022/23 das Cheftraineramt zu übernehmen. Nach sieben Niederlagen in Folge wurde er im Januar 2024 entlassen.